# Neanastatus inconspicuus
Neanastatus inconspicuus är en stekelart som beskrevs av Girault 1915. Neanastatus inconspicuus ingår i släktet Neanastatus och familjen hoppglanssteklar. Inga underarter finns listade i Catalogue of Life.